# Ashley Hoskin
James Ashley Hoskin (sinh ngày 27 tháng 3 năm 1968) là một cựu cầu thủ bóng đá người Anh từng thi đấu ở vị trí tiền vệ chạy cánh.
Hoskin ghi bàn ở chung kết lượt về Football League Trophy 1987-88 khu vực Bắc trước Preston North End nhưng không thi đấu ở chung kết trước Wolverhampton Wanderers tại Sân vận động Wembley.
Hoskin là huấn luyện viên đội dự bị và phát triển cho Burnley mùa giải 2010–11 nhưng rời đi vào ngày 13 tháng 5.
Vào tháng 5 năm 2015 ông được bổ nhiệm làm huấn luyện viên của Colwyn Bay, trước đó đã nắm vai trò ở Burnley và Bury.